# Relaciones Cuba-Polonia
Las relaciones Cuba-Polonia se refiere a las relaciones diplomáticas entre la República de Cuba y la República de Polonia. Ambas naciones son miembros de las Naciones Unidas.

## Historia

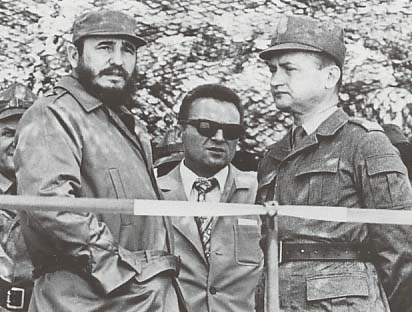
Reunión del presidente cubano Fidel Castro con el ministro polaco de Defensa Nacional Wojciech Jaruzelski en Varsovia, 1972.

Uno de los primeros inmigrantes polacos en llegar a Cuba fue Carlos Roloff Mialofsky, quien se convirtió en un general en la Guerra de Independencia cubana de España y luchó junto al líder cubano de la independencia José Martí. Entre 1920 y 1928, varios cientos de familias polacas llegaron a Cuba, sin embargo, para la mayoría de los inmigrantes, Cuba era una escala para luego inmigrase a los Estados Unidos. Por esta época, 10.000 judíos-polacos llegaron a Cuba. En 1927, se fundó en Cuba la "Unión del Pueblo Polaco" para servir a la comunidad polaca en la isla-nación.
En 1933, Cuba y Polonia establecen relaciones diplomáticas. Después de la Segunda Guerra Mundial, Polonia adoptó un sistema comunista de gobierno. En enero de 1959, Fidel Castro tomó el poder en Cuba y comenzó a establecer lazos con las naciones comunistas. En 1960 ambas naciones restablecen relaciones diplomáticas y ese mismo año Cuba abrió una embajada en Varsovia. En septiembre de 1960, el presidente Fidel Castro se reunió con el primer secretario polaco Władysław Gomułka durante la cumbre de las Naciones Unidas en la ciudad de Nueva York. En 1962, el ministro de Relaciones Exteriores de Polonia Adam Rapacki visitó Cuba convirtiéndose en el primer funcionario polaco de más alto rango en visitar el país.
En 1972, el presidente cubano Fidel Castro realizó una visita oficial a Polonia. En enero de 1975, el jefe del gobierno polaco, el Secretario General Edward Gierek realizó una visita oficial a Cuba. Cuba y Polonia establecieron fuertes lazos diplomáticos durante la Guerra Fría. Entre 1962 y 1988 más de 35 mil cubanos estudiaron en Polonia.
Después de la caída del comunismo en Polonia en 1989, las relaciones entre las dos naciones casi cesaron cuando Polonia alineó sus intereses con los de Estados Unidos. Entre 1990 y 1995, la mayoría de los residentes polacos restantes en Cuba regresaron a Polonia o emigraron a los Estados Unidos. En 2009, la ministra de igualdad de Polonia, Elżbieta Radziszewska propuso ampliar una ley polaca que prohíbe la producción de propaganda fascista y totalitaria que incluya imágenes del héroe revolucionario cubano Ernesto "Che" Guevara. En junio de 2017, el ministro de Relaciones Exteriores de Polonia Witold Waszczykowski realizó una visita oficial a Cuba, convirtiéndose en el primer funcionario polaco de alto rango en visitar el país en más de 30 años.

## Visitas de alto nivel
Visitas de alto nivel de Cuba a Polonia
- Presidente Fidel Castro (1972)

Visitas de alto nivel de Polonia a Cuba
- Ministro de Relaciones Exteriores Adam Rapacki (1962)
- Secretario General Edward Gierek (1975)
- Ministro de Relaciones Exteriores Witold Waszczykowski (2017)

## Turismo y Transporte
En 2016, 40.000 ciudadanos polacos visitan Cuba por turismo. Hay vuelos charter directos entre Cuba y Polonia con LOT Polish Airlines.

## Comercio
En 2016, el comercio entre Cuba y Polonia sumó a US$48,7 millones. Las principales exportaciones de Cuba a Polonia incluyen: pescado y otros mariscos, café, frutas en conserva, bebidas alcohólicas y tabaco. Las principales exportaciones de Polonia a Cuba incluyen: productos lácteos, granos, carne, aviones y repuestos y equipos agrícolas.

## Residente misiones diplomáticas
- Cuba tiene una embajada en Varsovia.[12]
- Polonia tiene una embajada en La Habana.[13]